# 송 소공 (저구)
송 소공(宋昭公, ? ~ 기원전 611년)은 중국 춘추 시대의 인물로, 제23대 송공이다. 성은 자(子), 휘는 저구(杵臼)이다.

## 생애
21대 송공 송 성공의 아들이다. 《사기》 송미자세가에서는 성공 사후 태자를 시해하고 임금이 된 어가 송나라 사람들에게 살해당한 후 옹립되었다고 하나, 같은 책의 12제후연표나 《춘추좌씨전》에서는 이 이야기가 나오지 않는다. 춘추좌씨전에서는 송 소공이 선군 사후 송 목공과 송 양공의 자손을 제거하려다 반격을 당하자 6경의 중재로 화해했고, 6경 중 사마 악예(樂豫)가 자기 관직을 소공의 아우 공자 앙(公子卬)에게 양보하여 일단락된 후에야 소공이 성공을 장사지냈다고 한다.
소공 3년(기원전 617년) 겨울, 적(狄)의 침략을 받았다. 《사기》 송미자세가와 12제후연표에서는 소공 4년(기원전 616년)에 송나라가 장적(長翟) 연사(緣斯)를 이겼다고 나오나, 노주공세가와 《춘추좌씨전》에서는 이 사건이 송 무공 치세의 일로 나온다.
소공 3년(기원전 617년), 적의 침략을 받은 후에 초 목왕이 채나라(당시의 임금은 채 장공) · 정나라(당시의 임금은 정 목공) · 진나라(당시의 임금은 진 공공)와 함께 궐맥(厥貉)에 주둔해 송나라를 토벌하려 하자, 화어사(華御事)의 진언에 따라 초나라에 복종하고 맹제(孟諸)에서 함께 사냥을 했는데, 초왕이 송공 · 정백을 낮추어 소공은 진의 우측을 맡았으며, 소공이 초나라의 명령을 받들지 못하자 어자가 조리돌리는 모욕을 당했다.
소공 7년(기원전 613년), 초 목왕이 죽고 초 장왕이 즉위했으며, 이해 6월에 진나라에서 다시 패업을 일으키고 거나라의 군위 계승에 개입하기 위해 연 회맹에 참가해 초나라에서 진나라로 돌아섰다.
소공 8년(기원전 612년)에는 사마 화손(화우)을 노나라로 보냈고, 겨울 11월에는 당시 노나라를 거듭 공격해 패자 진나라의 심기를 불편하게 하는 제 의공을 공격하기 위한 제후연합군에 참여했으나 맹주 진나라에서 제나라의 뇌물을 먹었기 때문에 원정은 무산되었다.
소공 9년(기원전 611년) 11월에 시해당했다. 당시 국인들은 송 소공을 따르지 않았고, 국인들과 경들과 사를 모두 잘 받드는 포(鮑 - 후의 송 문공)에게 붙었다. 한편 포를 남자로서 사랑하는 양부인(송 양공의 부인)도 공자 포의 시혜행위를 도왔다. 부인은 소공에게 사냥을 나가게 하고 그 틈을 타 소공을 죽이려 했는데, 소공은 그 음모를 눈치채자 보물을 전부 가지고서 사냥을 나갔다. 당시의 사성 탕의제는 망명을 권유했으나, 소공은 거절하고 보물을 시종들에게 주고 달아나게 했다. 소공은 11월 갑인일에 왕희(양부인)가 보낸 군사에 목숨을 잃었고, 탕의제도 함께 죽었다. 다음 송공은 포가 되었다.

## 가계
- 송 성공
  - 태자 (이름은 미상)
  - 송 소공
  - 송 문공
  - 공자 수 (문공의 동복 동생)
  - 공자 앙
- 송공 어